# Prema trebušna mišica
Prema trebušna mišica (latinsko musculus rectus abdominis) teče od žličke prsnice in spodnjih rebernih hrustancev navzdol na dimeljnico in pubično simfizo in je prekinjena s tremi ali štirimi kitastimi vložki. Mišica leži v vezivnem tulcu (rektusova ovijalka), ki jo sestavljajo aponevroze prečne trebušne mišice ter zunanje in notranje poševne trebušne mišice. Oživčujeta jo živca intercostales (T7 - T12) in  iliohypogastricus.
Prema trebušna mišica poteza medenico navzgor oziroma vleče prsni koš navzdol.